# Seconda legge di Parisi della degradazione alimentare
Nell'ambito della scienza dell'alimentazione, la seconda legge di Parisi della degradazione alimentare stabilisce e avverte che i processi meccanici aventi lo scopo di porzionare un alimento in una serie di parti più ridotte, oppure i processi meccanici che puntano a demolire la struttura in qualche maniera, causano una diminuzione di durabilità rispetto allo stesso elemento non lavorato senza l'ausilio di altri trattamenti (conservativi).
In altri termini, la durabilità alimentare è destinata a diminuire in un alimento porzionato rispetto allo stesso alimento integro, in identiche condizioni di conservazione. Pertanto, ogni alimento sezionato subisce un'alterazione sempre più rimarchevole nel tempo.
Si tenga presente che comunque tutti i prodotti alimentari sono inevitabilmente soggetti nel tempo ad una continua e inarrestabile trasformazione delle loro caratteristiche chimiche, fisiche, microbiologiche, sensoriali e strutturali, in ossequio alla prima legge di Parisi della degradazione alimentare.